# 徐相潾
徐 相潾（ソ・サンニン、朝鮮語: 서상린、1925年8月16日 - 2009年5月23日）は、大韓民国の政治家。第6・7・8・9・10代韓国国会議員。本貫は達城徐氏。

## 経歴
日本統治時代の京畿道安城郡に生まれた。陸軍士官学校、国学大学（現・高麗大学校）政外科を経て、延世大学校大学院修了。
陸軍第12師団工兵隊隊長を務め、中領だった時に5・16軍事クーデターに参加した。外資庁釜山事務所長、更生会理事長・弘益会理事長、大韓生薬組合中央会長を務めた後、陸軍准将として予備役に編入した。1963年11月26日に実施された第6代総選挙に民主共和党の公認で立候補して当選した。国会議員を5期務めたほか、国会建設委員長・交逓委員長・法司委員長、民主共和党創党委員・党紀委員長・院内総務・中央党務委員・京畿第8地区党委員長、アジア議員連盟韓国代表団長などを務めた。国会交逓委員長在任時の1978年に電話広域化事業の示範地域を平沢郡に誘致し、韓国の電話通信の広域化に貢献した。
2009年5月23日、ロサンゼルスの自宅で死去した。84歳没。